# Albert J. Campbell

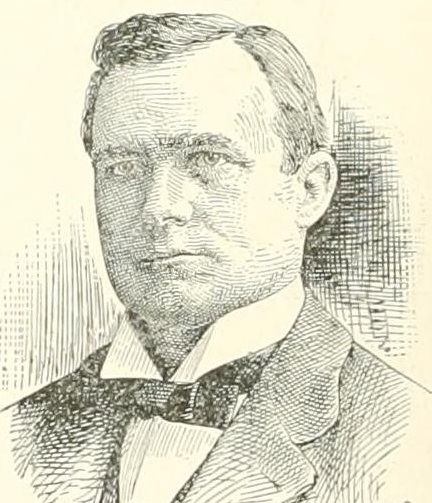
Albert J. Campbell

Albert James Campbell (* 12. Dezember 1857 in Pontiac, Michigan; † 9. August 1907 in New York City) war ein US-amerikanischer Politiker. Zwischen 1899 und 1901 vertrat er den Bundesstaat Montana im US-Repräsentantenhaus.

## Frühe Jahre
Albert Campbell besuchte die öffentlichen Schulen seiner Heimat und danach das Michigan Agricultural College in Lansing. Nachdem er einige Jahre als Lehrer gearbeitet hatte, begann er ein Jurastudium. Nach seiner 1881 erfolgten Zulassung als Rechtsanwalt begann Campbell in Oxford in seinem neuen Beruf zu arbeiten. Im Jahr 1882 verlegte er seinen Wohnsitz nach Clarke. Zwischen 1886 und 1888 amtierte Campbell als Bezirksstaatsanwalt im Lake County.

## Aufstieg und weiterer Lebenslauf
Im Jahr 1888 zog Albert Campbell nach Butte in Montana, wo er zunächst ebenfalls als Rechtsanwalt arbeitete. Er wurde Mitglied der Demokratischen Partei, für die er im Jahr 1897 in das Repräsentantenhaus von Montana gewählt wurde. Zwischen dem 4. März 1899 und dem 3. März 1901 war Campbell für eine Legislaturperiode Abgeordneter im US-Kongress. Dort war er Nachfolger von Charles S. Hartman. Im Jahr 1900 verzichtete er auf eine erneute Kandidatur. Nach seiner Zeit in Washington setzte er seine Anwaltstätigkeit in Butte fort. James Campbell starb im Jahr 1907 in New York und wurde in Butte beigesetzt.